# Portal 2
Portal 2 este un joc video, platformer puzzle, single-player dar și cooperativ, first-person, dezvoltat și publicat de Valve pe platformele Windows, macOS, Linux, PlayStation 3 și Xbox 360. Versiunile digitale sunt distribuite prin platforma deținută de Valve, Steam, cele fizice fiind distribuite de către Electronic Arts.
Portal 2 a fost anunțat în martie 2010 și a fost promovat cu jocuri de realitate alternativă, inclusiv Potato Sack, fiind o colaborare dintre Valve și mai mulți dezvoltatori de jocuri independenți. Valve a lansat conținut descărcabil (DLC) și un editor de hărți simplificat pentru a permite jucătorilor să realizeze și să distribuie propriile hărți.
Precum în jocul precedent Portal, jucătorul trebuie să rezolve puzzle-uri teleportându-se prin portale plasate. Portal 2 adaugă caracteristici precum fascicule tractor, lasere, poduri din lumină, și un tip de gel de alterează mișcările jucătorului sau permite plasarea de portale pe suprafețe unde altfel nu ar fi putut fi posibil.
În campania single-player, jucătorul o controlează pe Chell, care navighează prin derăpănatul Centrul de Îmbunătățire Aperture Science în timp ce este reconstruit de inteligența artificială (IA) GLaDOS (Genetic Lifeform and Disk Operating System). În Portal 2 sunt introduse personaje secundare noi precum un robot ce o acompaniază pe Chell marea majoritatea jocului, Wheatley, și fondatorul centrului Aperture, Cave Johnson. În campania cooperativă, jucătorii trebuie să rezolve împreună puzzle-uri, jucând ca roboții Atlas și P-Body.